# Bundesstraße 67
Die Bundesstraße 67 (Abkürzung: B 67) führt von der Stadt Goch nahe der niederländischen Grenze ostwärts bis nach Dülmen. Dabei überquert sie den Rhein und führt über Bocholt nach Borken. Von hier führt sie weiter zur A 31. Einige Kilometer weiter östlich endet sie temporär und geht in die Landesstraße 600 von Reken nach Merfeld über. Das letzte Stück bis Dülmen mit Anschluss zur A 43 (via B 474) ist bereits fertiggestellt.

## Geschichte
Die Chaussee von Münster nach Emmerich wurde 1861 erbaut.
Frühere Strecken und Bezeichnungen:
Die 1932 eingerichtete Fernverkehrsstraße 67 (FVS 67), ab 1934 in Reichsstraße 67 (R 67) umbenannt, führte von Burgsteinfurt nach Gronau und weiter zur niederländischen Grenze bei Enschede.
Um 1937 wurde das Reichsstraßennetz im westlichen Münsterland neu geordnet. Die bisherige Reichsstraße 67 wurde Bestandteil der verlängerten Reichsstraße 54, die Reichsstraße 70 wurde von Rheine nach Wesel verlängert und die Straße zwischen Appelhülsen und Rees als Reichsstraße 67 bezeichnet. Abweichend vom heutigen Streckenverlauf führte sie dabei über Velen, Coesfeld und Nottuln.
Die Bundesstraße 67 wurde im Herbst 1967 nach dem Bau der Rheinbrücke Rees-Kalkar bis Goch verlängert.

## Neubau der Strecke zwischen Bocholt und Dülmen

Logo der Initiative B 67n

Der Streckenteil östlich von Borken wurde Anfang der 80er Jahre als B 67n erbaut. Die alte Strecke wurde zwischen Borken und Gescher zur Landesstraße (bis Velen L 581, anschließend L 829) herabgestuft. Der Streckenteil zwischen Gescher und Nottuln bildet heute einen Teil der B 525.
Am 17. Dezember 2006 wurde das Teilstück von Bocholt nach Rhede auf neuer Trasse eröffnet. Die neue Streckenführung leitet den Verkehr um die Bocholter Innenstadt herum, wodurch der innerstädtische Verkehr in Bocholt und Rhede entlastet wird.
Die neue Verbindung zwischen Rhede und Borken wurde nach verschiedenen Verzögerungen schließlich am 16. November 2010 für den Verkehr freigegeben und zum 1. Januar 2011 dann auch als Bundesstraße gewidmet. Damit ist die B 67 zwischen Bocholt und Reken (östlich der A 31) durchgehend als dreistreifige Kraftfahrstraße ausgebaut. Sie trägt nun auf dem gesamten Teilstück die Bezeichnung B 67. Die alte Strecke wurde auch hier zur Landesstraße L 581 herabgestuft.
Damit auch die Verbindung nach Dülmen tatsächlich nach über 40 Jahren Planung und Diskussion zu Ende gebaut wird, hatte sich unter Federführung der IHK Nord-Westfalen eine Unternehmerinitiative (Initiative B 67n) gebildet, die sich für die Fertigstellung starkmachte und in der Bevölkerung für dieses Ziel warb. Mit dem Baustart des letzten Teilstücks der B 67 zwischen Reken und Dülmen löste sich die Initiative nach Erreichen ihres Zieles zum 31. Dezember 2018 auf.
Mit dem Bau des letzten Abschnittes zwischen Reken und Dülmen wurde am 17. September 2018 begonnen. Der Autobahnzubringer zur Bundesautobahn 43 zusammen mit der Bundesstraße 474 wurde 2023 fertiggestellt. Das erste Teilstück der B 67 ab Merfeld wurde 2025 fertiggestellt.  Weitere Verkehrsfreigaben folgen. Der abschließende Lückenschluss wird für 2027 anvisiert.